# Interton Video 2000
Interton Video 2000 ist eine Spielkonsole, die 1975 von Interton veröffentlicht wurde. Zum Spielen einfacher Pong-Variationen sind neben dem Gerät separate Steckmodule (Sparring, Badminton, Attacke, Tennis, Super-Tennis) notwendig, deren Einschub in den entsprechenden Schacht gleichzeitig die Konsole einschaltet. Das Gerät enthält keinen Mikroprozessor oder speziellen Schaltkreis wie den AY-3-8500. Vielmehr sind – so wie auch in den Steckmodulen – lediglich elektronische Standardbauteile, mithilfe derer die Handreglereingaben im Sinne der Spielmechanik verarbeitet und die grafischen Objekte erzeugt werden, enthalten. Die Ausgabe des dabei generierten Schwarz-Weiß-Bildes erfolgt an einem Fernseher mit Antenneneingang, die des Tons über einen in der Konsole verbauten Lautsprecher.

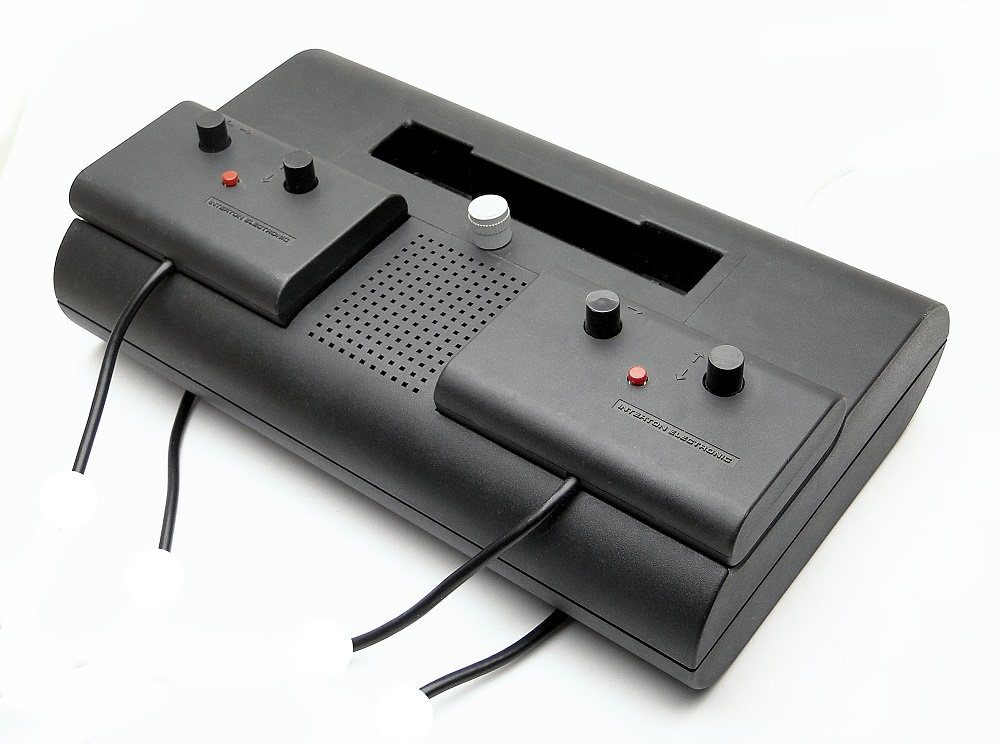
Interton Video 2000 mit abnehmbaren Handreglern
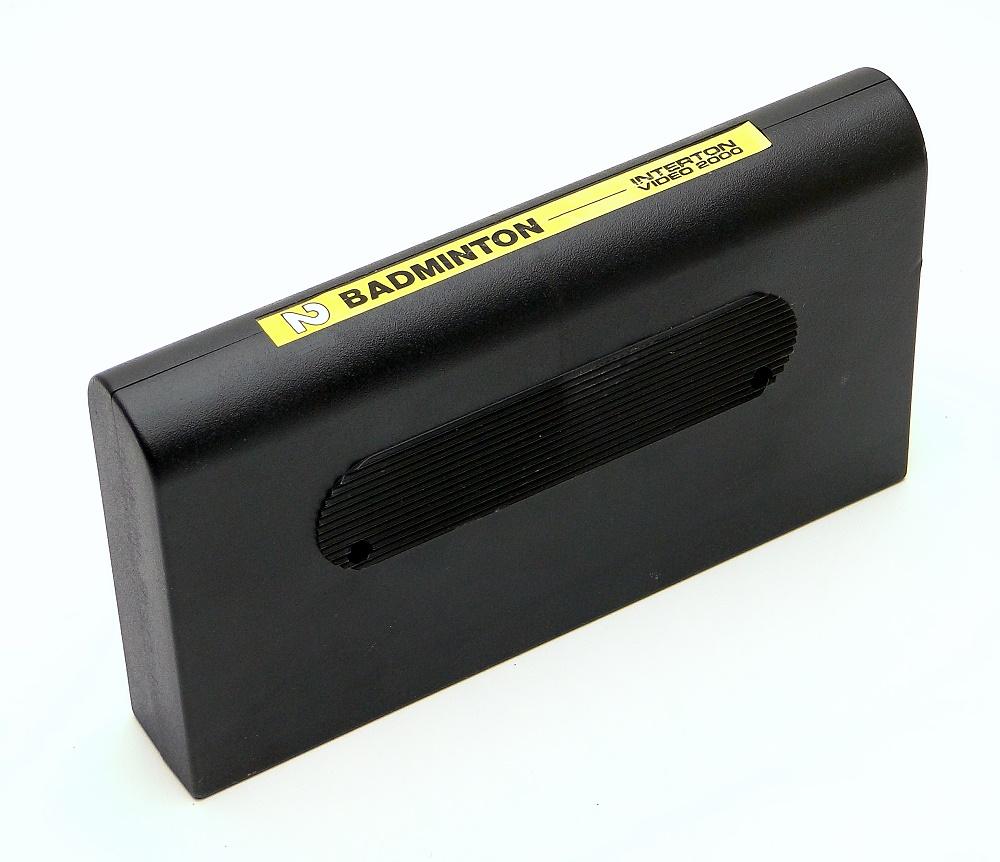
Steckmodul mit Spiel Badminton

Eine dem Interton Video 2000 ähnliche Spielkonsole wurde in Spanien unter der Bezeichnung Tele-Tenis verkauft.